# 上富田郵便局
上富田郵便局（かみとんだゆうびんきょく）は、和歌山県西牟婁郡上富田町にある郵便局。民営化前の分類では集配特定郵便局であった。

## 概要
住所：〒649-2199 和歌山県西牟婁郡上富田町朝来1323-3
かつては上富田町唯一の集配郵便局であったが、民営化直前の集配業務再編において、当局は配達センターとされたため、民営化後も郵便事業株式会社の支店は併設されず、集配センターが併設された。

## 沿革
- 1880年（明治13年）5月16日 - 朝来郵便局として開設。
- 1977年（昭和52年）11月28日 - 上富田郵便局に改称。
- 2007年（平成19年）3月5日 - ゆうゆう窓口（郵便時間外窓口）を廃止し、配達センター局に移行。
- 2007年（平成19年）10月1日 - 民営化に伴い、併設された郵便事業田辺支店上富田集配センターに一部業務を移管。
- 2012年（平成24年）10月1日 - 日本郵便株式会社発足に伴い、郵便事業田辺支店上富田集配センターを上富田郵便局に統合。

## 取扱内容
- 郵便、印紙、ゆうパック、内容証明
- 貯金、為替、振替、振込、国債、投資信託、国際送金
- 生命保険、バイク自賠責保険、がん保険
- ゆうちょ銀行ATM
- 上富田町全域の集配業務

## 風景印
- 図案は郵便橋全景と丸型郵便ポストを模した橋のモニュメント。局名表記は「和歌山　上富田」
- 使用開始日は1997年3月2日

## 周辺
- 朝来駅
- 上富田町役場
- 上富田町立朝来小学校
- 上富田町立上富田中学校
- 和歌山県立熊野高等学校
- 熊野街道
- 朝来街道
- 紀勢自動車道
- 櫟楽神社

## アクセス
- JR紀勢本線朝来駅下車徒歩7分。朝来街道沿い
- 駐車場あり（5台）